# João Afonso
João Ricardo da Silva Afonso (ur. 28 maja 1990 w Castelo Branco) – portugalski piłkarz występujący na pozycji obrońcy w Torreense.